# Sörfors
Sörfors är en tätort i västra Umeå kommun, omkring 15 kilometer väster om Umeå. Invånarantalet uppgick 2017 till 466 personer. Sörfors med omnejd är riksintresse för kulturmiljövården.
Sörfors ligger på en landtunga som skär in i Umeälven på södra sidan, vilken delar älven och Tvärån (eg. inloppet till Stornorrfors kraftstation) som löper i sydlig riktning om landmassan. I kraftverksdammen eller "Svallselet" väster om byn ligger en ö, Ön eller Holmen kallad, och Kallbäcken har sitt utlopp där. På norra sidan älven ligger Brännland och Norrfors. Fyra kilometer nedströms ligger Klabböle (på södra sidan älven).

## Historia
Sörfors skrevs Soder Forza i jordaboken 1543. Sörforsen var förr en fors som troligen gett byn sitt namn; 1540 omnämns Sodre forss laxfiske vilket anger hur viktigt laxfisket var för byns framväxt.
I den geometriska avmätningen 1696 framgår att det förr fanns fler vattendrag och öar vid Sörfors, och i byn fanns då en liten sjö som kallas Fisksjön. Tvärån kallades förr Lillån. Marken är bergig och ligger mellan 50 och 100 meter över havet. Vid älvkanten finns jättegrytor.
Byn har troligen haft fast befolkning sedan 1200-talet och är därmed en av Umeås äldsta byar, vid sidan av Norrfors, Kåddis och Hiske. I jordaboken för år 1543 finns sju bönder i Sörfors, och 1549 fanns en landsköpman i byn, Clemens Olofsson, ärkebiskop Petrus Kenicius farbror. Vid den geometriska avmätningen 1694 finns åtta skattehemman, och under storskiftena på 1700-talet har antalet hushåll ökat till tio, för att sedan öka markant till följd av anläggandet av vattenkraftverket Stornorrfors.
Under vasatiden var Sörfors en av tre byar i Umeå socken som hyste kronobodar, det vill säga magasin där naturaskatt förvarades. Sörfors kronobodar hade två laxakar för inventarie. Där förvarades "stadgelax", lax som tillkom kronan. Stadgelaxen uppgick till sju tunnor om året för Sörfors. 1857 fanns kronofiske i Sörfors, enligt Johan Anders Linders sockenbeskrivning, men också visst skattefiske. En kvarnsåg fanns vid Kallbäcken fram till 1920-talet, och ett mindre sågverk fanns där till 1970-talet. 1918 byggdes en elektrisk spannmålskvarn i Sörfors som var i bruk till 1930-talet.
1800 uppfördes i Sörfors den första bron över Umeälven. När ryssarna intog Umeå under finska kriget 1809 brändes den ner av de svenska trupperna. En annan bro byggdes närmare staden 1860, men på 1870-talet fick Sörfors återigen en bro. En ny, modernare bro uppfördes omkring 1910 och finns fortfarande kvar (se Sörforsbron).

### Befolkningsutveckling
| Befolkningsutvecklingen i Sörfors 1960–2020 | Befolkningsutvecklingen i Sörfors 1960–2020 | Befolkningsutvecklingen i Sörfors 1960–2020 | Befolkningsutvecklingen i Sörfors 1960–2020 | Befolkningsutvecklingen i Sörfors 1960–2020 |
| ------------------------------------------- | ------------------------------------------- | ------------------------------------------- | ------------------------------------------- | ------------------------------------------- |
|                                             |                                             |                                             |                                             |                                             |
| År                                          |                                             |                                             | Folkmängd                                   | Areal (ha)                                  |
| 1960                                        | 1960                                        |                                             | 279                                         |                                             |
| 1965                                        | 1965                                        |                                             | 293                                         |                                             |
| 1970                                        | 1970                                        |                                             | 260                                         |                                             |
| 1975                                        | 1975                                        |                                             | 239                                         |                                             |
| 1980                                        | 1980                                        |                                             | 235                                         |                                             |
| 1990                                        | 1990                                        |                                             | 278                                         | 116                                         |
| 1995                                        | 1995                                        |                                             | 315                                         | 117                                         |
| 2000                                        | 2000                                        |                                             | 361                                         | 120                                         |
| 2005                                        | 2005                                        |                                             | 397                                         | 120                                         |
| 2010                                        | 2010                                        |                                             | 403                                         | 121                                         |
| 2015                                        | 2015                                        |                                             | 460                                         | 114                                         |
| 2020                                        | 2020                                        |                                             | 495                                         | 115                                         |
|                                             |                                             |                                             |                                             |                                             |

## Samhället
En 18-håls golfbana finns i Sörfors, en förskola och en F-6 skola.